# Cupanoscelis clavipes
Cupanoscelis clavipes là một loài bọ cánh cứng trong họ Cerambycidae.